# Cryptochetum
Cryptochetum är ett släkte av tvåvingar. Cryptochetum ingår i familjen Cryptochetidae.

## Dottertaxa tillCryptochetum, i alfabetisk ordning[1]
- Cryptochetum acuticornutum
- Cryptochetum aenescens
- Cryptochetum aspidoprocti
- Cryptochetum brachycerum
- Cryptochetum brevicostatum
- Cryptochetum buccatum
- Cryptochetum capense
- Cryptochetum chalybeum
- Cryptochetum curtipenne
- Cryptochetum fastidiosum
- Cryptochetum ghanii
- Cryptochetum grandicorne
- Cryptochetum iceryae
- Cryptochetum idiocerum
- Cryptochetum jorgepastori
- Cryptochetum latimanum
- Cryptochetum medianum
- Cryptochetum melan
- Cryptochetum mineuri
- Cryptochetum mixtum
- Cryptochetum monophlebi
- Cryptochetum nipponense
- Cryptochetum nonagintaseptem
- Cryptochetum oocerum
- Cryptochetum pariceryae
- Cryptochetum smaragdinum
- Cryptochetum striatum
- Cryptochetum tianmuense
- Cryptochetum tuberculatum
- Cryptochetum turanicum
- Cryptochetum utile
- Cryptochetum vayssierei